# Gniew oceanu
Gniew oceanu (ang. The Perfect Storm) – amerykański dramat filmowy z 2000 roku, oparty na powieści Sebastiana Jungera wyreżyserowany przez Wolfganga Petersena.

## Opis fabuły
Film opisuje historię rybaków amerykańskich kutrów połowowych z jesieni 1991 roku, którzy znaleźli się na Oceanie Atlantyckim w czasie huraganu Grace.
Załodze kutra do połowów mieczników nie wiedzie się ostatnio. Łowią zbyt mało ryb, co jest powodem kłopotów finansowych członków załogi Andrei Gail. Zbliża się koniec sezonu, kapitan kutra Billy Tyne decyduje się na ostatnie wypłynięcie w morze. Jednak pierwsze połowy są bardzo małe. Szyper wraz z załogą postanawia odpłynąć od najbardziej uczęszczanych łowisk Nowej Anglii, płynąc na wschód do obfitującego w duże zasoby rybne Flemish Cap, ale słynnego ze złej pogody. Połowy tam idą świetnie, ale wkrótce psuje im się maszyna do robienia lodu, co zmusza Billy'ego Tyne'a do powrotu do portu w Gloucester. W drodze powrotnej będą musieli zmierzyć z huraganem, który powstał na skutek połączenia trzech silnych frontów atmosferycznych, tworząc sztorm stulecia.

## Obsada
- George Clooney – kapitan Billy Tyne
- Mark Wahlberg – Bobby Shatford
- Diane Lane – Christina Cotter
- William Fichtner – Sully
- Karen Allen – Melissa Brown
- Allen Payne – Alfred Pierre
- Bob Gunton – Alexander McAnally III
- Mary Elizabeth Mastrantonio – Lindy Greenlaw
- John C. Reilly – Murph
- Christopher McDonald – Todd Gross
- John Hawkes – Bugsy
- Josh Hopkins – porucznik Barry Ennis
- Dash Mihok – porucznik Kenny Mitchell
- Cherry Jones – Eddie Bailey
- Janet Wright – Ethel Shatford
- Merle Kennedy − Deb Murphy
- Rusty Schwimmer – Big Red